# Ignacy Siwicki
Ignacy Siwicki – strażnik trocki, poseł na Sejm Czteroletni z województwa trockiego w 1790 roku, konsyliarz województwa trockiego  w konfederacji generalnej Wielkiego Księstwa Litewskiego konfederacji targowickiej, komisarz edukacyjny.
Figurował na liście posłów i senatorów posła rosyjskiego Jakowa Bułhakowa w 1792 roku, która zawierała zestawienie osób, na które Rosjanie mogą liczyć przy rekonfederacji i obaleniu dzieła 3 maja.
Był członkiem Komisji Edukacyjnej Wielkiego Księstwa Litewskiego z nominacji konfederacji targowickiej w 1793 roku. 
Wysunął projekt zakazu sprowadzania z zagranicy książek i gazet bez cenzury, pod karą 200 dukatów i 12 niedziel wieży. W czasie obrad sejmu grodzieńskiego podejrzewany przez posła rosyjskiego Jakoba Sieversa o pisanie przemówień patriotycznych dla posłów opuścił Grodno.